# خانه حسن فتوحی
خانه حسن فتوحی مربوط به دوره قاجار است و در اردکان، محله چرخاب، کوچه خاتمی (مجد)، پلاک۹۶ واقع شده و این اثر در تاریخ ۲۸ اسفند ۱۳۸۵ با شمارهٔ ثبت ۱۸۷۵۱ به‌عنوان یکی از آثار ملی ایران به ثبت رسیده‌است.